# Kianga
Kianga är en ort i Australien. Den ligger i kommunen Eurobodalla och delstaten New South Wales, i den sydöstra delen av landet, omkring 280 kilometer söder om delstatshuvudstaden Sydney.
Trakten är glest befolkad. Närmaste större samhälle är Narooma, nära Kianga. 
I omgivningarna runt Kianga växer i huvudsak städsegrön lövskog. Genomsnittlig årsnederbörd är 1 305 millimeter. Den regnigaste månaden är april, med i genomsnitt 168 mm nederbörd, och den torraste är juli, med 5 mm nederbörd.